# 高級白板紙
高級白板紙（こうきゅうしろいたがみ）は白板紙に分類され、表層（表・裏）共に化学パルプを使用し白色の塗工を施したものであり、基本的には両面塗工品を高級白板紙と呼ぶ。近年では環境保護の観点から再生紙が持てはやされていたが、管理された森林から生産された木材チップを使用した無塩素漂白パルプを使った製品もグリーン購入法ガイドラインに追加されたことから見直されている。
また、一般的には白色度を上げるために蛍光染料（蛍光増白剤）を使用している物が多い。

## 分類
■高級白板紙（高板）は、以下のように細分化される。
- 塗工アイボリー
- 非塗工アイボリー
- 塗工カード
- 非塗工カード

アイボリー
バージンパルプを100%使用した物。
カード
表層にはバージンパルプを使用するが、中層には機械パルプや古紙を使用した物。
※塗工した物の中には用途により、片面だけを塗工した物も分類される事があり特殊白板紙の特板アイボリーや特板カードと区別することが困難である。
■アートポスト
一般的に高級白板紙の他に、アート紙の厚物から派生したアートポストも同じ抄紙機で生産されることが多く、高級白板紙と思われがちであるが分類としてはその他板紙に区分される。

## 主な用途
出版表紙、美術全集・卒業アルバム・図鑑などの本文、トランプなどのゲームカード、商業印刷（カタログ・POP）、高級パッケージなど。

## 由来
高級白板紙の派生は、コート紙の厚い物をより厚くしたものが原点とされ、コート紙を厚くするために多層抄きにしたものである。この名残りとして高級白板紙の塗工アイボリーには菊判や四六判の寸法が残っている。従ってコート紙の厚物と高級白板紙の薄物ではオーバーラップしており競合することが多々ある。

## 製造メーカー
王子製紙、北越コーポレーション、日本製紙、中越パルプ工業、三菱製紙、王子エフテックス、東京製紙